# Nadzor nad ognjem zgodnjih ljudi
Nadzor ognja zgodnjih ljudi je bila prelomnica v kulturnem pomenu človeške evolucije, ki je omogočila ljudem, da se grejejo, zaščitijo in kuhajo hrano.
Netenje ognja, je prispevalo oziroma omogočilo človeku, da je lahko svoje dejavnosti opravljal v večernih in poznih urah, ter si zagotovil zaščito pred plenilci in zuželkami.
Dokaz o nadzoru ljudi nad ognjem sega do 125 tisoč let nazaj.

## "Spremembe v vedenju"
Pomembne spremembe v vedenju ljudi, ki jih prinesejo nadzor nad ognjem je uporaba njegove svetlobe. Aktivnost ni bila več omejena na opravke pri dnevni svetlobi, poleg tega pa so se nekateri plenilci in insekti izogibali ognja. Ogenj je tudi pripomogel k izboljšanju njihovih prehrambenih navad.
Kuhanje rastlinske hrane sproži širitev možganov, ki jih omogočajo kompleksni ogljikovi hidrati v škrobnih živilih in s tem omogočajo ljudem,da absorbirajo več energije iz zaužite hrane. Takšna hrana je omogočila človeku povečane možgane, krajši prebavni trakt, manjše zobe in čeljust ter zmanjšanje spolne sle.
Drugi antropologi trdijo, da dokazi kažejo, da se je kuhanje hrane začelo pred 250 tisoč leti, kar dokazujejo stari dimniki, peči iz zemlje, ožgane živalske kosti,ki so se začele pojavljati po vsej Evropi in Bližnjem Vzhodu. Edini dokaz, o uporabi ognja, ki sega dva milijona let nazaj, je zgorela zemlja s posmrtnimi ostanki, za katere antropologi menijo, da je zgolj naključje,ne pa dokaz o namerni uporabi ognja.
Mnenje antropologov je, da je prišlo do povečanja človeških možganov, že pred uporabo kuhanja, s prehodom prehranjevanja z oreščki in jagodami, na uživanje mesa.

## "Spremembe v prehrani"
Zaradi neprebavljivih delov rastline, kot so surove celuloze in škrob, nekaterih delih rastline, zrelih listov, povečane korenine in gomolji ne bi bila del prehrane pred prihodom požara. Namesto tega, bi porabo rastlin omejili na tiste dele, ki so izdelani iz enostavnejših sladkorjev in ogljikovih hidratov, kot so semena, rože, in iz mesnatih plodov. 
Vključitev toksinov v semenih in podobnih virov ogljikovih hidratov je vplivalo tudi na prehrano, kot jih najdemo v lanenem semenu in kakavu in so narejeni nestrupeni za kuhanje.

Vir:Wikipedia,Control of fire by early humans.
1.First control of Fire by Human Beings-How Eary:Retriered 2007-11-12